# ابن الحاج القرطبي
أبو عبد الله محمد بن أحمد بن خلف بن إبراهيم بن لب التجيبي المعروف بابن الحاج القرطبي (مواليد 458هـ - توفي صفر 529هـ) هو شيخ الأندلس ومفتيها وقاضي الجماعة وكان من كبار فقهاء دولة المرابطين جنبا إلى ابن رشد الجد. تفقه على يد أبو جعفر بن رزق وتأدب على يد أبو مروان بن سراج وسمع من أبو علي الغساني وأحمد بن مفرج وخازم بن محمد.
قتل يوم الجمعة وهو يصلي وله إحدى وسبعون سنة. روى عنه ابنه أبو القاسم محمد بن الحاج، وهو من أجداد أبي الوليد المالكي إمام محراب المالكية بجامع بني أمية بدمشق.